# Ebaeides corporaali
Ebaeides corporaali là một loài bọ cánh cứng trong họ Cerambycidae.